# Anne Décis
Anne Décis, née 8 février 1975 à Paris, est une actrice française.
Elle est notamment connue pour le rôle de Luna Torres dans Plus belle la vie qu'elle incarne depuis octobre 2004.

## Biographie

### Carrière
Anne Décis a commencé au théâtre avec la compagnie AVAT (association varoise animation théâtrale) à Saint-Raphael (Var) avec à l'époque Jean Louis Chales et Danielle Dalmai. Elle a joué dans Blues Mich en 1992 dans le Var et au festival de Cholet. Anne Décis intègre en 1993 l'école régionale d'acteurs de Cannes, où elle obtient le Prix Jeune Talent en 1995.
Elle commence sa carrière de comédienne au théâtre, notamment au festival d'Avignon et à Aix-en-Provence, dans La Ronde d’Arthur Schnitzler en 1995. Elle ne cesse d'enchaîner les pièces de théâtre et les tournées de 1995 à 2004.
Elle tourne également pour le cinéma puis pour la télévision. Anne Décis a ainsi tenu quelques rôles au cinéma notamment dans Quatre Garçons pleins d'avenir avec Olivier Sitruk et Thierry Lhermitte en 1997, à la télévision dans Sous le soleil en 2004 ou dans le téléfilm Traquée en 2002 au côté de Claire Keim.
Elle rejoint la distribution de Plus belle la vie à la rentrée 2004. Son personnage, Luna Torres ne devait au départ rester que quelques semaines mais devant la popularité du personnage, les producteurs décidèrent d'intégrer le personnage à la distribution principale dès début 2005.[réf. nécessaire]
Anne Décis remonte sur scène en 2007 où elle joue un texte de Jean-Luc Lagarce. Depuis cette même année, elle participe régulièrement à l'émission Fort Boyard.
Elle quitte le feuilleton Plus belle la vie en août 2009 à la fin de la saison 5 pour une durée d'un an, en raison de sa grossesse, et son personnage sera réintroduit au cours de la saison 7. Ce retour est d'ailleurs controversé, les aficionados du feuilleton et du personnage trouvent que le personnage a trop changé, Luna étant frappée de visions surnaturelles.
En 2010, elle est à l'affiche de la pièce de théâtre Les Bougres, une comédie sur les hérétiques, qu'elle a notamment jouée au Festival d'Avignon en juillet 2011. La tournée continuera au moins jusqu'en 2013.
Après son départ de Plus belle la vie fin décembre 2010, Anne Décis a repris les tournages au mois d'août pour une diffusion en octobre 2011.
Le 26 juin 2012, elle participe, avec d'autres anciens acteurs du feuilleton, à une séance dédicaces et à des interviews à l'occasion du 2012e épisode de Plus belle la vie, ainsi qu'à l'émission Fort Boyard.
Parallèlement, Anne Décis a joué dans de nombreuses pièces de théâtre, notamment mises en scène par Pierre Béziers.
En 2023, elle est à l'affiche d'une nouvelle fiction au côté de Denis Maréchal.

### Une forte popularité
Le 18 novembre 2010, elle participe à l'émission de télévision Les Maternelles et sa seule présence permet à l'émission de réaliser son record d'audience annuel et de doubler son audience.
Le 27 février 2014, elle participe une seconde fois à l'émission de télévisions Les Maternelles où elle annonce sa deuxième grossesse.

### Activités annexes
Au cours des années 2010, la comédienne est marraine de la ligne Allo Parents Bébé (0.800.00.3.4.5.6) qui « écoute, soutient et oriente les parents d'enfants de 0  à   3 ans et les futurs parents ».

## Filmographie

### Cinéma

#### Longs métrages
- 1997 : Quatre Garçons pleins d'avenir de Jean-Paul Lilienfeld
- 1997 : Allez viens (film institutionnel)
- 2014 : Comme un rat de Philippe Carrese

#### Courts métrages
- 1995 : Crabes et langoustines
- 2002 : De toute mon âme
- 2004 : 90 C

### Télévision

#### Téléfilms
- 1997 : Les Rois de Marseille
- 2001 : Quatre copains
- 2002 : Traquée
- 2004 : Table rase (téléfilm) : Françoise
- 2006 : RoméRo et Juliette  (téléfilm) : Pak
- 2013 : À demain sans faute de Jean-Louis Lorenzi : Agnès
- 2014 : Une vie en Nord (téléfilm spin-off de Plus belle la vie) : Luna
- 2014 : Ça va passer... Mais quand ? de Stéphane Kappes : Sylvia
- 2022 : Après le silence de Jérôme Cornuau
- 2023 : Respire de Jérôme Cornuau : Mme Batom
- 2024 : Le Fantôme des Saintes de Marc Barrat : Gaëlle Boissaux

#### Séries télévisées
- 2004 : Sous le soleil - saison 10 épisode 5 Attraction répulsion  : Tatiana
- 2004 - 2022 : Plus belle la vie : Luna Torres (France 3)
- 2009 : Enquêtes réservées -saison 2 épisode 5 Une mort effacée : Mme Leroy
- 2015 : Accusé de Julien Despaux et Didier Bivel - saison 1 épisode 6 L'histoire de Claire : Annick
- 2017 : La Stagiaire - 3 épisodes : Guet-apens, Disparues et Une famille sans histoire: Corinne
- 2017 : Alice Nevers - saison 22 épisode 2 Cam-girl : Nathalie Rodez
- 2019 : Soupçons de Lionel Bailliu - 6 épisodes : Madame Carlier
- 2020 : Candice Renoir - saison 8 épisode 4 Ce qui ne tue pas rend plus fort : Charlotte
- 2023 :   : Mère indigne d'Anne-Élisabeth Blateau et Romain Fisson Edeline - 10 épisodes : Virginie
- depuis 2024 : Plus belle la vie, encore plus belle : Luna Torres (TF1)
- 2024: Tout cela je te le donnerai de Nicolas Guicheteau : Laura Saugier

### Émissions télévisées
- 2016 : Un Dîner à Chambéry -  Numéro 9 de Hugo Magnin réalisée par Hugo Beltrami sur 8 Mont-Blanc.

## Théâtre
- 1995 : La Ronde d'Arthur Schnitzler
- 1995 : Matériau d'Heiner Müller
- 1996-1997 : Topaze de Marcel Pagnol
- 1998 : Maquillages, Soirées d'Improvisation
- 1999 : Sallinger de Bernard-Marie Koltès
- 1999-2000 : Sextuor Banquet d'Armando Llamas
- 1999-2003 : Mais n'te promène donc pas toute nue ! de Georges Feydeau
- 2000 : Cabaret Minuscule
- 2000-2001 : Les Précieuses ridicules de Molière
- 2001-2003 : 208-Cabaret Révolutionnaire
- 2004-2006 : Falesa de Robert Louis Stevenson
- 2007-2008 : Les Règles du savoir-vivre dans la société moderne de Jean-Luc Lagarce
- 2010-2011 : Les Bougres de Pierre Béziers
- 2013 : L'écran de fumée de Pierre Béziers
- 2017-2018 : Driiing, spectacle d’improvisation avec les "Bonimenteurs"
- 2019-2020 : Bourgresses
- 2021-2023 : Amor à mort d'Elrick Thomas

## Anecdotes
- Dans l'épisode primetime Du rififi au Mistral, diffusé en juin 2009, Anne Décis interprète elle-même le titre Fais-moi mal Johnny de Boris Vian[13]
- Flavie Péan (Victoire Lissajoux dans Plus belle la vie) a joué dans la pièce de théâtre La Ronde en 2005 qui a révélé Anne Décis en 1995, soit exactement dix ans après le premier rôle de la comédienne dans la pièce.